# Limmerör
Limmerör i Östra Torsås socken i Växjö kommun är Smålands största gravröse. Det är daterat till äldre bronsåldern och är 45 meter i diameter och 4,5 meter högt och är byggt av 0,3-0,5 meter stora stenar. 
Röset har en avplanad topp som mäter cirka 14 meter i diameter, ett fyra meter brett brätte kring kanten och i mitten finns en större grop 7-8 meter i diameter och 2 meter djup från vilken en insänkning, 12-13 meter lång, och 4-5 meter bred och 1-1,5 meter djup, utgår mot väster. 2 meter söder om och parallellt med denna är en längsgående grop, 11 meter lång, 2-2,5 meter bred och 0,5-0,75 meter djup troligen upptagen i sen tid. Nära sydsydöstra kanten är en grop, 8 meter lång utsträckt i riktning väst-öst, 2,5 meter bred och 1 m djup. Vid nordnordöstra kanten ligger en likartad grop, 7 meter lång (nordväst-sydost), 1,5 meter bred och 0,5-0,75 meter djup. Ytan i övrigt på spridda ställen gropig.

## Omgivande fornlämningar
Omedelbart nordost om röset finns en rund och till stor del övertorvad stensättning som är 3 meter i diameter och 15 cm hög och består av 0,1-0,2 meter stora stenar. Limmerör ligger på ett område med fossil åkermark och det finns flera andra fornlämningar inom detta område med fossil åkermark, till exempel två större rösen (Ingelstad RAÄ 48:1 och RAÄ 49:1) som ligger sydost respektive nordost om Limmerör. Båda är omkring 25 meter i diameter och 1,5 meter höga och det sydöstra syns från vägen till Limmerör. Omkring ett hundra meter sydväst finns en odaterad hällkista i röse som troligen är från stenåldern. I närhet av hällkistan finns ett 7-9 meter stort ovalt röse. På ett litet område inom den fossila åkermarken har det alltså anlagts fem rösen varav tre stora med över 20 meters diameter. Äldsta röset har troligtvis anlagts under sen stenålder. Området med rösena är inte undersökt. Tre kilometer österut ligger det stora gravfältet vid Inglinge hög som i huvudsak är daterat till järnåldern och visar på traktens kontinuerligt historiska betydelse.

## Samhället som skapade storrösena
Bronsålderns samhälle blir socialt stratifierat, människorna i den sociala organisationens elit är de som avspeglas under äldre bronsålder i stora gravrösen över enskilda individer. Limmerör som är beläget några kilometer väster om Ingelstad innehåller enorma mängder sten. Att anlägga röset tog lång tid och arbetet krävde planering och en stor mängd människor måste ha arbetat med rösets anläggande. Rösebygden i Värend har många storrösen med en diameter över 25 meter. Även i Sunnerbo (södra Finnveden) finns flera storrösen.